# Rosedale, Kalifornien
Rosedale är en ort (CDP) i Kern County, i delstaten Kalifornien, USA. Enligt United States Census Bureau har orten en folkmängd på 14 058 invånare (2010) och en landarea på 88 km².